# Egor Zheshko
Egor Zheshko es un cantante bielorruso que representó a Bielorrusia en el Festival de la Canción de Eurovisión Junior 2012 que se celebró en Ámsterdam el 1 de diciembre de 2012.